# Санта-Витория-ду-Палмар
Санта-Витория-ду-Палмар (порт. Santa Vitória do Palmar)  —  муниципалитет в Бразилии, входит в штат Риу-Гранди-ду-Сул. Составная часть мезорегиона Юго-восток штата Риу-Гранди-ду-Сул. Входит в экономико-статистический  микрорегион Литорал-Лагунар. Население составляет 34 830 человек на 2006 год. Занимает площадь 5 244,177 км². Плотность населения — 6,6 чел./км².
Праздник города — 19 декабря.

## История
Город основан 30 октября 1872 года.

## Статистика
- Валовой внутренний продукт на 2003 составляет 352.126.055,00 реалов (данные: Бразильский институт географии и статистики).
- Валовой внутренний продукт на душу населения на 2003 составляет 10.317,20 реалов (данные: Бразильский институт географии и статистики).
- Индекс развития человеческого потенциала на 2000 составляет 0,799 (данные: Программа развития ООН).

## География
Климат местности: субтропический. В соответствии с классификацией Кёппена, климат относится к категории Cfa.